# Kaja Fehr
Frances Catherine „Kaja“ Fehr (* 14. April 1950 in Los Angeles) ist eine US-amerikanische Filmeditorin.

## Leben
Frances Catherine (genannt 'Kaja') Fehr wurde als eines von vier Kindern und Tochter des deutschen Schnittmeisters Rudi Fehr und der US-amerikanischen Schauspielerin Maris Wrixon geboren. Nachdem ihr Vater bei American Zoetrope, dem Produktionsunternehmen von Francis Ford Coppola, eine leitende Funktion übernahm, schnitt er erstmals seit fast 30 Jahren wieder einen Film und nahm dabei seine Tochter Kaja als Schnittassistentin auf. Beide konnten anschließend mit der Komödie Die Ehre der Prizzis  mit einer Oscarnominierung für den Besten Schnitt ihren bisher größten Erfolg feiern. Seit dem Beginn des 21. Jahrhunderts arbeitet Fehr überwiegend im Fernsehbereich, etwa als Editorin von Fernsehserien wie Criminal Intent – Verbrechen im Visier, Prison Break und Pretty Little Liars.

## Filmografie (Auswahl)
- 1982: Einer mit Herz (One from the Heart) (Schnittassistenz)
- 1984: Hard Knox
- 1985: Die Ehre der Prizzis (Prizzi’s Honor)
- 1986: Archie und Harry – Sie können’s nicht lassen (Tough Guys)
- 1989: Die Uni meiner Träume (How I Got Into College)
- 1990: Cold Dog – Zur Hölle mit dem Himmelhund (Cold Dog Soup)
- 1991: Straße zum Glück (29th Street)
- 1994: Der Pagemaster – Richies fantastische Reise (The Pagemaster)
- 1995–1997: Murder One (Fernsehserie, 12 Episoden)
- 1998: Lucky, der reichste Hund der Welt (You Lucky Dog)
- 1998: Safety Patrol! – Mit Sicherheit ins Chaos (Safety Patrol)
- 2002–2003: Criminal Intent – Verbrechen im Visier (Law & Order: Criminal Intent) (Fernsehserie, 6 Episoden)
- 2004: Celeste in the City
- 2005–2006: Prison Break (Fernsehserie, 5 Episoden)
- 2008: Lipstick Jungle (Fernsehserie, 5 Episoden)
- 2010: Pretty Little Liars (Fernsehserie, 3 Episoden)

## Nominierungen (Auswahl)
Oscar
- 1986: Nominierung für den Besten Schnitt mit Die Ehre der Prizzis